# Ulrich Beck (Dramaturg)

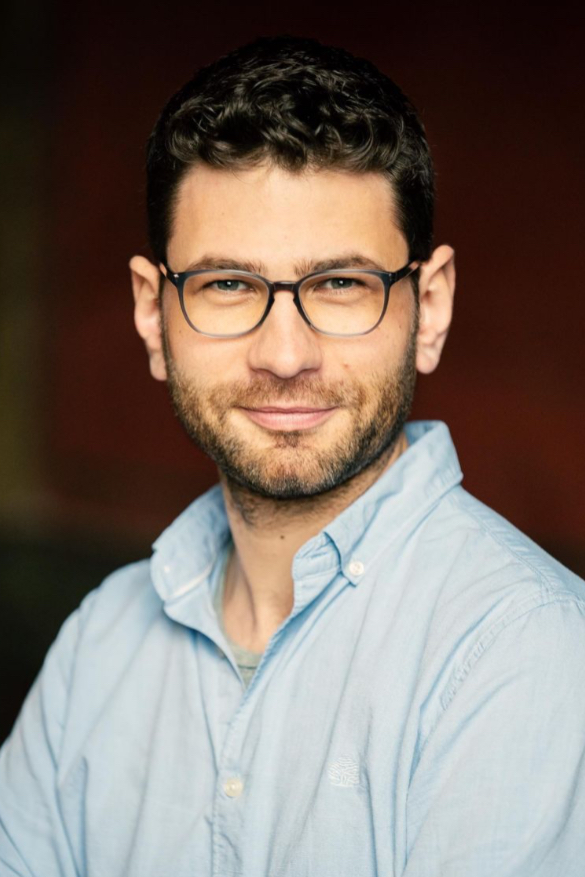
Porträt Ulrich Beck Dramaturg Betriebsdirektor

Ulrich Beck (* 1981 in Stuttgart) ist ein deutscher Dramaturg und Künstlerischer Betriebsdirektor.

## Leben und Wirken
Ulrich Beck studierte von 2005 bis 2009 Dramaturgie an der Hochschule für Musik und Theater „Felix Mendelssohn Bartholdy“ Leipzig, nachdem er erste theaterpraktische Erfahrungen am Schauspiel Staatstheater Stuttgart (Intendanz Friedrich Schirmer) bei Henning Bock, Martin Kušej, Sebastian Nübling und Hasko Weber gemacht hatte.
Während des Studiums Dramaturgie-Assistenzen am Maxim-Gorki-Theater Berlin, am Deutschen Theater Berlin und am Burgtheater Wien sowie Dramaturgie bei Alexander Riemenschneiders Dramatisierung der Kafka-Erzählung In der Strafkolonie am Thalia Theater Hamburg in der Gaußstrasse (in Kooperation mit der Theaterakademie).
Zusammen mit Petra Stuber Herausgeber des zweiten Bandes der Hochschulschrift der Hochschule für Musik und Theater „Felix Mendelssohn Bartholdy“ Leipzig mit dem Titel „Theater und 19. Jahrhundert“ sowie Veröffentlichung in der Kulturzeitschrift Ästhetik und Kommunikation zum Thema Rechtsempfinden.
Zusammen mit Peter Schwarz und Kerstin Holm kuratierte er das ukrainische Theaterfestival ¡alles anders? (veranstaltet von MitOst e.V.).
Von 2009 bis 2019 war er am Deutschen Theater Berlin (Intendanz Ulrich Khuon) als Dramaturg tätig.
2019 führte er die Berliner DragQueen Jurassica Parka durchs Deutsche Theater Berlin; daraus entstand ein dreiteiliger Podcast auf dem YouTube-Kanal von Jurassica Parka.
Von 2019 bis 2024 war er als Künstlerischer Betriebsdirektor unter der Intendanz von Sonja Anders am Schauspiel Hannover tätig. 
2024 nahm er am Weiterbildungsstudiengang Theater- und Musikmanagement an der Ludwig-Maximilians-Universität München in Kooperation mit Deutscher Bühnenverein teil.
Seit 2024 arbeitet er im Burgtheater in der kaufmännischen Direktion als Leiter Allgemeine Verwaltung und Nachhaltigkeitsbeauftragter.

## Dramaturgien (Auswahl)
- 2009: Die Abschaffung der Arten von Dietmar Dath in einer Fassung von Kevin Rittberger, Deutsches Theater Berlin, Box, Uraufführung: 8. November 2009
- 2010 Beaten von Ailís Ní Ríain, Regie: Jan Philipp Gloger, Deutsches Theater Berlin, Box, Deutschsprachige Erstaufführung: 27. Februar 2010[6]
- 2010 Bakunin auf dem Rücksitz von Dirk Laucke, Regie: Sabine Auf der Heyde, Deutsches Theater Berlin, Kammerspiele, Uraufführung: 8. Oktober 2010[7]
- 2011 Die vier Himmelsrichtungen von Roland Schimmelpfennig, Regie: Roland Schimmelpfennig, Koproduktion Deutsches Theater Berlin und Salzburger Festspiele, Uraufführung: 28. Oktober 2011[8]
- 2011 Das Ding von Philipp Löhle, Regie: Daniela Löffner, Deutsches Theater Berlin, Box, Premiere: 17. November 2011[9]
- 2012 Oder Bruch von Tobias Rausch, Regie: Tobias Rausch, Koproduktion Deutsches Theater Berlin und NEUE BÜHNE Senftenberg, Uraufführung: 7. Februar 2012[10]
- 2012 Biografie. Ein Spiel von Max Frisch, Regie: Bastian Kraft, Deutsches Theater Berlin, Kammerspiele, Premiere 21. April 2012[11]
- 2012 Schafinsel von Nina Büttner, Regie: Hasko Weber, Deutsches Theater Berlin, Autorentheatertage, Premiere: 16. Juni 2012[12]
- 2012 Muttersprache Mameloschn von Marianna Salzmann, Regie: Brit Bartkowiak, Deutsches Theater Berlin, Box, Uraufführung 9. September 2012, Publikumspreis der Mülheimer Theatertage 2013
- 2012 Tilla von Christoph Hein, Regie: Gabriele Heinz, Deutsches Theater Berlin, Kammerspiele, Premiere 2. November 2012
- 2013 Das Himbeerreich von Andres Veiel, Regie: Andres Veiel, Koproduktion Deutsches Theater Berlin und Schauspiel Stuttgart, Uraufführung 11. Januar 2013
- 2013 Wastwater von Simon Stephens, Regie: Ulrich Matthes, Deutsches Theater Berlin, Kammerspiele, Premiere 27. April 2013
- 2013 Yellow Line von Charlotte Roos und Juli Zeh, Regie: Brit Bartkowiak, Deutsches Theater Berlin, Box, Deutschsprachige Erstaufführung 14. September 2013
- 2014 Alltag & Ekstase. Ein Sittenbild von Rebekka Kricheldorf, Regie: Daniela Löffner, Deutsches Theater Berlin, Kammerspiele, Uraufführung 17. Januar 2014, eingeladen zu den Mülheimer Theatertagen 2014[13]
- 2014 Der Besuch der alten Dame von Friedrich Dürrenmatt, Regie: Bastian Kraft, Deutsches Theater Berlin, Premiere 17. April 2014
- 2014 Land der ersten Dinge / Bludičky von Nino Haratischwili, Regie: Brit Bartkowiak, Koproduktion Deutsches Theater Berlin und Slowakisches Nationaltheater Bratislava im Rahmen des von der EU geförderten Projekts THE ART OF AGEING der European Theatre Convention (ETC), Uraufführung 14. November 2014
- 2014 Die lächerliche Finsternis von Wolfram Lotz, Regie: Daniela Löffner, Deutsches Theater Berlin, Kammerspiele, Premiere 14. Dezember 2014
- 2015 Jede Stadt braucht ihren Helden von Philipp Löhle, Regie: Daniela Löffner, Deutsches Theater Berlin, Box, Uraufführung 20. Mai 2015[14]
- 2015 Drei Hunde Nacht von Ofira Henig und Ensemble, Regie: Ofira Henig, trilinguale Koproduktion, Uraufführung: 2. September 2015
- 2015 münchhausen von Armin Petras, Regie: Jan Bosse, Koproduktion Deutsches Theater Berlin mit den Ruhrfestspielen Recklinghausen, Kammerspiele, Uraufführung 17. September 2015
- 2015 Terror von Ferdinand von Schirach, Regie: Hasko Weber, Deutsches Theater Berlin, Uraufführung 3. Oktober 2015
- 2015 Wodka-Käfer von Anne Jelena Schulte nach Berliner Mietshaus von Irina Liebmann, Regie: Brit Bartkowiak, Deutsches Theater Berlin, Box, Uraufführung: 13. Dezember 2015
- 2016 Gespräch wegen der Kürbisse von Jakob Nolte, Regie: Tom Kühnel, Deutsches Theater Berlin, Kammerspiele, Uraufführung: 26. Juni 2016[15]
- 2016: Walls – Iphigenia in Exile von ZinA Choi, Tilmann Köhler, Kyungsung Lee, Mario Salazar, Jungung Yang, Kon Yi und Ensemble, Deutsches Theater Berlin, Kammerspiele, Uraufführung: 23. Oktober 2016, Deutsch-koreanische Koproduktion, gefördert durch die Kulturstiftung des Bundes, Koproduktion mit dem Goethe-Institut Korea, dem Asia Culture Institute und The Walls Committee, veranstaltet im Asia Culture Center, unterstützt vom Arts Council Korea in Zusammenarbeit mit Producer Group DOT[16]
- 2016: Die Glasmenagerie von Tennessee Williams, Regie: Stephan Kimmig, Deutsches Theater Berlin, Premiere: 16. Dezember 2016[17]
- 2017: Tod eines Handlungsreisenden von Arthur Miller, Regie: Bastian Kraft, Deutsches Theater Berlin, Premiere: 17. März 2017[18], ausgezeichnet mit dem Friedrich-Luft-Preis 2017[19]
- 2017: Gertrud von Einar Schleef, Regie: Jakob Fedler, Deutsches Theater Berlin, Premiere: 15. Dezember 2017, Koproduktion mit dem Schauspiel Bochum
- 2017: schlammland gewalt von Ferdinand Schmalz, Regie: Josua Rösing, Deutsches Theater Berlin, Box, Uraufführung: 22. Dezember 2017
- 2018: Jeder Idiot hat eine Oma, nur ich nicht von Rosa von Praunheim, Regie: Rosa von Praunheim, Deutsches Theater Berlin, Kammerspiele, Uraufführung: 21. Januar 2018, eingeladen zum Heidelberger Stückemarkt 2019[20]
- 2018: Am Königsweg von Elfriede Jelinek, Regie: Stephan Kimmig, Deutsches Theater Berlin, Premiere: 28. April 2018
- 2018: Let Them Eat Money – Welche Zukunft?! von Andres Veiel in Zusammenarbeit mit Jutta Doberstein, Deutsches Theater Berlin, Uraufführung: 28. September 2018, Koproduktion mit der Stiftung Humboldt Forum im Berliner Schloss, gefördert durch die Beauftragte der Bundesregierung für Kultur und Medien aufgrund eines Beschlusses des Deutschen Bundestages
- 2019: ugly duckling von Bastian Kraft und Ensemble nach Hans Christian Andersen, Deutsches Theater Berlin, Kammerspiele, Uraufführung: 25. April 2019